# George LeMieux
George LeMieux (Fort Lauderdale, 1969. május 21. –) az Amerikai Egyesült Államok szenátora (Florida, 2009–2011).